# EIF3M
EIF3M (англ. Eukaryotic translation initiation factor 3 subunit M) – білок, який кодується однойменним геном, розташованим у людей на короткому плечі 11-ї хромосоми. Довжина поліпептидного ланцюга білка становить 374 амінокислот, а молекулярна маса — 42 503.
| 10         |  | 20         |  | 30         |  | 40         |  | 50         |
| ---------- |  | ---------- |  | ---------- |  | ---------- |  | ---------- |
| MSVPAFIDIS |  | EEDQAAELRA |  | YLKSKGAEIS |  | EENSEGGLHV |  | DLAQIIEACD |
| VCLKEDDKDV |  | ESVMNSVVSL |  | LLILEPDKQE |  | ALIESLCEKL |  | VKFREGERPS |
| LRLQLLSNLF |  | HGMDKNTPVR |  | YTVYCSLIKV |  | AASCGAIQYI |  | PTELDQVRKW |
| ISDWNLTTEK |  | KHTLLRLLYE |  | ALVDCKKSDA |  | ASKVMVELLG |  | SYTEDNASQA |
| RVDAHRCIVR |  | ALKDPNAFLF |  | DHLLTLKPVK |  | FLEGELIHDL |  | LTIFVSAKLA |
| SYVKFYQNNK |  | DFIDSLGLLH |  | EQNMAKMRLL |  | TFMGMAVENK |  | EISFDTMQQE |
| LQIGADDVEA |  | FVIDAVRTKM |  | VYCKIDQTQR |  | KVVVSHSTHR |  | TFGKQQWQQL |
| YDTLNAWKQN |  | LNKVKNSLLS |  | LSDT       |  |            |  |            |

A: Аланін

C: Цистеїн

D: Аспарагінова кислота

E: Глутамінова кислота

F: Фенілаланін

G: Гліцин

H: Гістидин

I: Ізолейцин

K: Лізин

L: Лейцин

M: Метіонін

N: Аспарагін

P: Пролін

Q: Глутамін

R: Аргінін

S: Серин

T: Треонін

V: Валін

W: Триптофан

Кодований геном білок за функціями належить до факторів ініціації, фосфопротеїнів. 
Задіяний у таких біологічних процесах, як біосинтез білка, ацетилювання, альтернативний сплайсинг. 
Локалізований у цитоплазмі.